# Cap-Breton-Victoria-Nord
Pour les articles homonymes, voir Cap-Breton (homonymie).
Cap-Breton-Victoria-Nord (aussi connue sous le nom de Cap-Breton-Nord et Victoria) fut une circonscription électorale fédérale de Nouvelle-Écosse. La circonscription fut représentée de 1904 à 1968.
La circonscription de Cap-Breton-Nord et Victoria a été créée en 1903 à partir de Cap Breton et de Victoria. Renommée Cap-Breton-Victoria-Nord en 1924, elle reprit son nom initial en 1933. Abolie en 1966, elle fut redistribuée parmi Cape Breton Highlands—Canso, Cape Breton—East Richmond et Cap-Breton—The Sydneys.

## Géographie
En 1903, la circonscription de Cap-Breton-Victoria-Nord comprenait:
- Le comté de Victoria
- La partie nord du comté de Cap-Breton

## Députés
1. 1904-1906 — Daniel Duncan McKenzie, PLC
2. 1906¹-1908 — Alexander Charles Ross, PLC
3. 1908-1923 — Daniel Duncan McKenzie, PLC (2)
4. 1923¹-1925 — Fenwick Lionel Kelly, PLC
5. 1925-1935 — Lewis Wilkieson Johnstone, Cons.
6. 1935-1937 — Daniel Alexander Cameron, PLC
7. 1937¹-1953 — Matthew Maclean, PLC
8. 1953-1957 — William Murdoch Buchanan, PLC
9. 1957-1968 — Robert Muir, PC

- ¹ = Élections partielles
- Cons. = Parti conservateur du Canada (ancien)
- PC = Parti progressiste-conservateur
- PLC = Parti libéral du Canada